# Lottie Dod
Pour les articles homonymes, voir DOD.
Charlotte « Lottie » Dod (24 septembre 1871, Bebington, Angleterre – 27 juin 1960, Sway, Angleterre) est une sportive britannique émérite de la fin du XIXe siècle et début du XXe siècle.
Elle est restée plus particulièrement célèbre comme joueuse de tennis.

## Biographie
Lottie Dod est née d'une famille de la haute bourgeoisie, son père ayant fait fortune dans le négoce du coton. Dès son plus jeune âge, elle s'adonne à nombre de sports, comme le patinage ou le billard.
Au plus haut niveau, elle joue notamment deux matchs dans l'équipe féminine nationale anglaise de hockey sur gazon (1899 et 1900), gagne le British Ladies Amateur Golf Championship (1904) et décroche une médaille d'argent en tir à l'arc aux Jeux olympiques de Londres (1908), où son frère archer William Dod remporte une médaille d'or.
Mais c'est en tennis que Lottie Dod obtient ses performances les plus remarquables. Elle participe à sa première compétition dès onze ans et remporte le tournoi de Wimbledon à cinq reprises, à chaque fois contre Blanche Bingley en finale : le premier de ces succès, elle le signe en 1887, à seulement quinze ans. Elle demeure à ce jour la plus jeune gagnante en simple dames de l'histoire de l'épreuve.
Vers 1911, Lottie Dod met un terme à sa carrière sportive.
Elle meurt à quatre-vingt-huit ans, tandis qu'elle écoute dans son lit les résultats de Wimbledon à la radio.
Lottie Dod est membre du International Tennis Hall of Fame depuis 1983.

## Palmarès (partiel)

### Titres en simple dames
| No | Date       | Nom et lieu du tournoi       | Catégorie | Surface      | Finaliste       | Score         |  |
| -- | ---------- | ---------------------------- | --------- | ------------ | --------------- | ------------- |  |
| 1  | 02/07/1887 | The Championships, Wimbledon | G. Chelem | Gazon (ext.) | Blanche Bingley | 6-2, 6-0      |  |
| 2  | 07/07/1888 | The Championships, Wimbledon | G. Chelem | Gazon (ext.) | Blanche Bingley | 6-3, 6-3      |  |
| 3  | 29/06/1891 | The Championships, Wimbledon | G. Chelem | Gazon (ext.) | Blanche Bingley | 6-2, 6-1      |  |
| 4  | 27/06/1892 | The Championships, Wimbledon | G. Chelem | Gazon (ext.) | Blanche Bingley | 6-1, 6-1      |  |
| 5  | 10/07/1893 | The Championships, Wimbledon | G. Chelem | Gazon (ext.) | Blanche Bingley | 6-8, 6-1, 6-4 |  |

## Parcours en Grand Chelem (partiel)
Si l’expression « Grand Chelem » désigne classiquement les quatre tournois les plus importants de l’histoire du tennis, elle n'est utilisée pour la première fois qu'en 1933, et n'acquiert la plénitude de son sens que peu à peu à partir des années 1950.

### En simple dames
| Année | - | - | - | - | Wimbledon | Wimbledon       | US National | US National |
| 1887  | - | - | - | - | Victoire  | Blanche Bingley | -           | -           |
| 1888  | - | - | - | - | Victoire  | Blanche Bingley | -           | -           |
| 1891  | - | - | - | - | Victoire  | Blanche Bingley | -           | -           |
| 1892  | - | - | - | - | Victoire  | Blanche Bingley | -           | -           |
| 1893  | - | - | - | - | Victoire  | Blanche Bingley | -           | -           |

À droite du résultat, l’ultime adversaire.